# Shinano (rzeka)
Shinano (jap. 信濃川 Shinano-kawa) – najdłuższa rzeka w Japonii (dł. 367 km), na wyspie Honsiu (Honshū). 
W górnym biegu nosi nazwę Chikuma. Średni przepływ wody 518 m³/s, powierzchnia dorzecza 11 900 km² (3. lokata według powierzchni dorzecza). Wypływa z góry o nazwie Kobushi (Kobushi-ga-take) i uchodzi do Morza Japońskiego. Jest to rzeka nieżeglowna, o dużych różnicach poziomów wody. Znajdują się na niej liczne hydroelektrownie. Jest wykorzystywana do nawadniania terenów rolnych. 
Ważniejsze miasta położone nad rzeką Shinano:
- Ueda
- Nagaoka
- Niigata

Ważniejsze dopływy rzeki Shinano:
- Sai